# エイリアンクラッシュ
『エイリアンクラッシュ』 (ALIEN CRUSH) は、コンパイルが開発しナグザットより1988年9月14日に発売されたPCエンジン用コンピュータピンボール。
後に同機種にて続編となる『デビルクラッシュ』（1990年）が発売され、以後シリーズ化された。本稿ではハドソンより配信されたWiiウェア用ゲームソフト『エイリアンクラッシュ・リターンズ』も扱う。

## 概要
グロテスクな背景やギミックを導入したピンボールゲームで、動き回る敵を狙い撃ちするなど、実際のピンボールでは実現不可能なテレビゲームならではの仕掛けが特徴。
本作は『'88AVAグランプリ ビデオゲーム特別賞」を受賞 ビデオゲーム特別賞』を受賞しており、これは次シリーズのパッケージでも売り文句として使われていた。
後にバーチャルコンソール対応ソフトとして2006年にはWii、2014年にはニンテンドー3DSおよびWii Uにて配信された。2010年にはPlayStation 3およびPlayStation Portable用ソフトとしてPCエンジンアーカイブスにて配信された（詳細は#移植版を参照）。PCエンジン版はゲーム誌『ファミコン通信』の「クロスレビュー」にてゴールド殿堂を獲得した。

## ゲーム内容
ゲームシステム的には本物のピンビールゲームのルールを踏襲しており、「台揺らし」と称されるテクニックもゲーム的に再現している。ただし当時のアナログテレビではピンビールの縦に長い台を全て映し出す事は出来なかったので、画面デザインも基本は上下2画面で構成されている。特殊な状況下では画面が切り替わり、ボーナスステージに突入する（全4種類）。
本作は得点がカンストして999,999,900点に達すると、ピンボール台が破壊されてエンディングとなる隠し要素がある。しかし、そこまで得点を稼ぐには一般的に数十時間所要する上にゲームの中断をしたり、セーブしたりする機能がないため、それを見るのは非常に困難なものであった。バーチャルコンソール版やPCエンジンアーカイブス版ではゲーム内容を保持したまま中断ができるため、多少は容易になっている。

## 移植版
| 発売日                                     | 対応機種                                                    | 開発元            | 発売元             | メディア                                | 型式 | 備考 |
| ------------------------------------------ | ----------------------------------------------------------- | ----------------- | ------------------ | --------------------------------------- | ---- | --- |
| 2006年12月11日 2006年12月15日 2007年1月9日 | Wii                                                         | -                 | ハドソン           | ダウンロード （バーチャルコンソール）   | -    | |
| 2010年2月17日 2011年6月2日                 | PlayStation 3 PlayStation Portable (PlayStation Network)    | -                 | ハドソン           | ダウンロード （PCエンジンアーカイブス） | -    | |
| 2013年6月3日                               | ひかりTVゲーム                                              | -                 | KDE                | クラウドゲーム                          | -    | |
| 2013年6月20日                              | G-cluster                                                   | -                 | KDE                | クラウドゲーム                          | -    | |
| 2014年2月26日                              | ニンテンドー3DS                                             | -                 | KDE                | ダウンロード （バーチャルコンソール）   | -    | |
| 2014年7月9日 2017年6月8日                  | Wii U                                                       | -                 | KDE                | ダウンロード （バーチャルコンソール）   | -    | |
| 2020年3月19日                              | PCエンジン mini TurboGrafx-16 mini PC Engine CoreGrafx mini | M2 ※ 移植開発担当 | KDE ※ 本体の販売元 | プリインストール                        | -    | パッケージ表示やソフト選択画面の表示位置はTurboGrafx-16版（北米版）となっているが、ゲーム本編はPCエンジン版（日本版）を収録 |

## 評価
- ゲーム誌『ファミコン通信』の「クロスレビュー」では7・9・9・8の合計33点（満40点）でゴールド殿堂を獲得[10]、レビュアーからはデザインをエイリアンで統一した事に関しては良いアイデアであるとの指摘や「面白いし楽しい」、「フィールドをグログロな生物にした設定が面白い」など称賛の声が多数挙がった[13]。一方でギミックの配置など面デザインに関しては「気を配って欲しかった」といった意見や、メインフィールドが一つしかない点に関して「もうひとつでいいから用意してほしかった」など面数の少なさに対する意見、ボーナスステージの面倒さなどに否定的な意見が見られた[13]。レビュアーの水野店長は本作に関して「簡単すぎる点をのぞけば、あとはまったく文句はない」と絶賛した[13]。

- 『PC Engine FAN』の読者投票による「ゲーム通信簿」での評価は以下の通り22.66点（満30点）となっている[2]。また、この得点はPCエンジン全ソフトの中で110位（485本中、1993年時点）となっている。同雑誌1993年10月号特別付録の「PCエンジンオールカタログ'93」では、メインフィールドが縦に2画面分あり巨大である事を指摘した他、台揺らし機能が付いている事に関して驚愕であると称賛した[2]。

| 項目 | キャラクタ | 音楽 | 操作性 | 熱中度 | お買得度 | オリジナリティ | 総合  |
| 得点 | 4.01       | 3.78 | 3.87   | 3.80   | 3.53     | 3.57           | 22.66 |

- ゲーム本『懐かしゲーム機大百科 PCエンジン完全ガイド 1987-1999』では、エイリアンが配置されたフィールドに関して「デザインセンスは非常に独創的だった」と称賛した他、実際のピンボールでは不可能なギミックが搭載されている一方で、ピンボール本来の面白さの再現に関しても台揺らし機能が付いていると指摘し、「ピンボールファンも納得のデキ」であると称賛した[12]。

## エイリアンクラッシュ・リターンズ
『エイリアンクラッシュ・リターンズ』（ALIEN CRUSH RETURNS）は、ハドソンより2008年8月26日に配信されたWiiウェア用ゲームソフト。グラフィックを3D化し、Wiiならではの直感操作を取り入れた新作。
ニンテンドーWi-Fiコネクションにより、最大4人までのオンライン対戦や世界ランキングに参加できた（「ニンテンドーWi-Fiコネクション」のサービスは2014年5月20日23時を以って終了したため、現在はネット対戦出来ない）。